# SimCopter
 SimCopter är ett datorspel från Maxis. Spelet är ett  3D spel som placerar spelaren i en tredimensionell stad. Precis som i Streets of Simcity , kan användaren importera en stad gjord i Simcity 2000 in i spelet.

## Mål
Spelaren sätts in i rollen som en helikopterpilot. Det finns två spellägen: fritt läge och karriärläge. 
Det fria läget låter spelaren importera och flyga genom egentillverkade städer eller någon av de 30 städer som medföljer spelet.  
Spelet går ut på att spelaren får olika uppdrag att utföra i en stad. T.ex. att släcka bränder, att föra sjuka personer till sjukhuset, att skjutsa poliser från polisstationen till brottsplatser, att transportera Sims mellan olika platser i staden eller att lösa trafikstockningar. För utförda uppdrag får spelaren ersättning som kan användas när man tankar helikoptern eller för att köpa tillbehör som underlättar uppdragen och så småningom kan man även byta till en större och snabbare helikopter.